# Xã Barr, Quận Macoupin, Illinois
Xã Barr (tiếng Anh: Barr Township) là một xã thuộc quận Macoupin, tiểu bang Illinois, Hoa Kỳ. Năm 2010, dân số của xã này là 329 người.